# Tom Scavo
Tom Scavo è un personaggio della serie televisiva Desperate Housewives, interpretato dall'attore Doug Savant.

## Trama
Tom Scavo è il marito di Lynette, dalla quale ha avuto ben cinque figli. Tom e Lynette sono l'unica coppia della serie ad essere rimasta insieme, fra alti e bassi, fin dall'inizio della storia. È di religione cattolica, ma non è praticante, probabilmente a causa dell'assidua partecipazione alle funzioni imposta dai genitori ed è uno dei due personaggi italo-americani della serie, insieme ad Angie Bolen. È figlio di Rodney e Allison Scavo, il primo dei quali nella prima stagione verrà beccato da Lynette mentre aveva un rapporto sessuale con un'altra donna sul loro divano.

### Prima stagione
Tom è frequentemente fuori città per lavoro e sembra essere completamente all'oscuro dei problemi di Lynette. Inoltre tiene segreto qualcosa che sa solo suo padre: in seguito si scopre che è il fatto che Tom ha un'altra figlia avuta da un rapporto sessuale con una sbandata. Tom diventerà un "casalingo", dopo aver rinunciato al lavoro per permettere a Lynette di tornare a svolgere l'attività che più la appagava.

### Seconda stagione
Nella seconda stagione, Tom decide di ritornare al lavoro, avendo come capo sua moglie. Quando il capo di Lynette, Ed, le chiede di inviare un messaggio a sua moglie per movimentare la loro vita sessuale, la donna decide di lasciarlo, a meno che non licenziasse chi aveva inviato l'SMS. Pensando di non poter licenziare Lynette, l'uomo preferisce licenziare Tom. Tom poi parla con Ed, che scopre che Tom falsificava i guadagni. Scavo allora dà un pugno ad Ed, che lo licenzia, stavolta con una buona motivazione. In seguito Tom finge di andare via per motivi di lavoro, ma dopo il licenziamento, Lynette lo segue fino ad Atlantic City, dove scopre, apparentemente che Tom la tradisce.

### Terza stagione
La donna che Lynette suppone essere l'amante di Tom si chiama Nora Huntington, ed è in realtà una donna con la quale Tom ha avuto solo una notte di passione prima del matrimonio, in cui però Nora era rimasta incinta della piccola Kayla. Fino a qualche tempo prima però Nora non aveva mai cercato di contattare Tom per rivelargli l'esistenza della figlia. Nora si intrufola nella famiglia Scavo e prova a conquistare Tom, con la scusa della bambina, venendo in contrasto con Lynette. Tom però non cede alle seduzioni di Nora, e lo racconta a Lynette promettendole che non avrebbe mai più visto Nora. Tom poi decide di voler rientrare nel giro degli affari, aprendo una pizzeria.
Nel frattempo Lynette e Tom ottengono la custodia di Kayla, in seguito alla morte di Nora, uccisa da Carolyn Bigsby durante una crisi isterica dovuta al tradimento del marito. Lynette promette a Nora in punto di morte che si prenderà cura di Kayla come se fosse sua figlia.
Lynette aiuta Tom con la grande inaugurazione della pizzeria, e prova anche a festeggiare il loro nono anniversario di matrimonio. Tutto viene però scombinato da Rick, un cuoco professionista, con il quale Lynette ha del feeling. Kayla ha visto quello che stava succedendo e mentre Tom sta andando in pizzeria per fare una sorpresa a Lynette, la ragazzina dice al padre che sicuramente a Lynette piace Rick. Tom lo licenzia per paura che possa mettere a rischio il loro matrimonio, nonostante l'opposizione di Lynette.
Il matrimonio inizia pian piano a declinare finché Lynette scopre di avere un tumore.

### Quarta stagione
A causa del cancro, Lynette recupera il rapporto con la madre Stella, ex alcolizzata, ex malata di tumore ed ex madre disinteressata. Una sera Tom va a casa di Susan per una cena fra vicini. Lynette rimane a casa per il malessere dovuto alla chemioterapia, e Stella compra della marijuana da Andrew, il figlio di Bree, e la mette dentro dei dolcetti per Lynette, drogandola per alleviarle il dolore. Più tardi, nella serie, Lynette guarisce dal cancro, ma un tornado si abbatte su Wisteria Lane e gli Scavo si rifugiano a casa della McCluskey insieme a Ida Greenberg e al suo gatto Toby, a cui Tom è fortemente allergico. Quando però sta per arrivare il tornado, Lynette fa scappare Toby, ma la signora McCluskey esce in strada per cercarlo e Lynette la segue. Quando arriva il tornado, Lynette e la McCluskey si rifugiano nel bagno di casa Scavo, mentre Tom e i bambini rimangono nello scantinato della McCluskey. La casa viene completamente rasa al suolo, ma sono tutti salvi, tranne Ida, che come viene rivelato da Parker Scavo, fa rifugiare i bambini nel sottoscala dopo che Tom è svenuto per l'asma, ma dato che non c'è più spazio, si mette in un angolo e muore colpita dal crollo.
Rick torna a Wisteria Lane, apre un nuovo ristorante accanto alla pizzeria Scavo, rubando loro la clientela. Qualcuno però appicca un incendio al ristorante di Rick, e si scopre che sono stati i gemelli, istigati da Kayla, che viene mandata da Lynette in terapia. Kayla allora si ustiona volontariamente con una piastra, accusando Lynette di violenze e mandandola in carcere. Grazie a Tom, Kayla confessa la verità in vivavoce con lo psichiatra e la bambina viene poi mandata dai nonni. 
Nel finale della quarta stagione Tom e Lynette aiutano Bob e Lee per il loro matrimonio. I due litigano però per una fontana, annullando il matrimonio; Tom dirà ai due che se litigano per nulla, è meglio che non si sposino, perché il matrimonio può portare molti problemi, che vanno sempre affrontati solo con l'amore e l'unione. I due ci pensano su e decidono di sposarsi.

### Quinta stagione
In seguito ad un incidente in cui ha rischiato di morire, Tom ha una crisi di mezza età, compra una macchina sportiva, e propone a Lynette di comprare anche un camper e viaggiare per gli Stati Uniti.
Grazie a Dave fonda una rock band con gli uomini di Wisteria Lane, ma litiga con Lynette per il rumore; affitterà allora un appartamento da Anne Shilling, per riunirsi con la band. Lynette pensa che Tom la tradisca con Anne Shilling, ma si scopre poi che la relazione con la donna ce l'ha il figlio Porter. Il locale del violento marito della signora Shilling viene incendiato da Dave, ma poiché Porter aveva minacciato Schilling di morte perché lui aveva picchiato Anne, i sospetti cadono sul ragazzo. Dave, per far ricadere le accuse su qualcun altro, testimonia di aver visto Porter che si allontanava in modo circospetto dal locale. Gli Scavo sono quindi economicamente a terra a causa delle spese legali; Lynette inoltre paga Anne Shilling per lasciare Wisteria Lane, e a causa dei debiti, gli Scavo devono vendere la pizzeria.
La quinta stagione termina con Lynette che teme una recidiva del cancro, ma in realtà scopre di essere incinta di due gemelli e Tom che si iscrive all'università per studiare lingue orientali.

### Sesta stagione
Nella sesta stagione, Tom incoraggia Lynette, che sostiene di non amare questi gemelli perché stufa di essere sempre ad accudire bambini. Lynette poi tiene nascosta la sua gravidanza al suo capo Carlos per ottenere la promozione a vicepresidente dell'azienda. Quando lui lo scopre la licenzia e Tom spinge la moglie a intentare una causa legale per discriminazione. Trovandosi nuovamente in ristrettezze economiche e perdipiù con due nuovi figli a carico, Tom abbandona l'università senza tuttavia essere rimborsato della retta già pagata e annuncia a Lynette l'intenzione di trovarsi un lavoro per ripagarla dei suoi sacrifici. Nel frattempo però Gabrielle ha convinto Carlos a riassumere Lynette in nome della loro longeva amicizia e le due famiglie litigano a causa dell'azione legale intrapresa dagli Scavo. I Solis però perdonano i loro amici quando Lynette perde uno dei gemelli per salvare Celia Solis, che stava per essere travolta da un aereo schiantatosi su Wisteria Lane.
Tom in seguito convince sua moglie a cedergli il suo posto di lavoro finché sarà in maternità. Nel finale della stagione Tom e Lynette diventano genitori della piccola Paige.

### Settima stagione
Nel quartiere fa il suo arrivo Renee Perry, una vecchia amica di Lynette. Tom si sente a disagio in compagnia di Renee perché in passato, all'insaputa di Lynette, i due ebbero un'avventura. Renee decide di confessarlo all'amica, Lynette ne rimane delusa e per farla pagare a Tom inizia a bersagliarlo con degli scherzi, ma Renee rivela a Tom che Lynette è al corrente di tutto. Tom spiega alla moglie che lui e Renee andarono a letto insieme quando lui e Lynette si erano lasciati durante una pausa di riflessione, Lynette è ugualmente in collera con il marito, ma quando capisce che lei e Tom col tempo hanno messo in piedi una bella famiglia, si rende conto che sarebbe insensato rovinare tutto per uno sbaglio del passato, per tanto ci mette una pietra sopra. Tom lavorando con Carlos inizia a farsi una reputazione nel mondo degli affari, pertanto una grande società propone a Tom un ottimo lavoro, lui però decide di rifiutare per rispetto nei confronti di Carlos, Lynette è molto contrariata al riguardo affermando che Tom a quarantasei anni non si è mai consolidato una posizione nel mondo degli affari, Tom rimane molto deluso dell'opinione che la moglie ha di lui, ma nonostante tutto decide di accettare il lavoro. Il nuovo lavoro di Tom lo appaga molto, inoltre acquista molta più sicurezza in se stesso, tanto che decide di non sottostare più a Lynette e alle sue manie di controllo. Lynette non sopporta il nuovo carattere di Tom, lui invece accusa la moglie di essere egocentrica perché la sua presunzione non le permette di accettare il fatto che ora Tom è un gradino più in alto di lei, e che per lui non è mai stato facile avere a che fare con la personalità prepotente di Lynette. Tom e Lynette capiscono di essere ai ferri corti e dunque decidino di trascorrere un weekend da soli in un bed&breakfast, purtroppo le cose vanno male perché Tom sente che ogni cosa che lui fa per la moglie non le va mai bene, accusando Lynette di non sapere quello che vuole, e dunque Tom prende la decisione di andarsene di casa e di separarsi dalla moglie, Lynette inizialmente era contraria, ma alla fine capisce che è la cosa migliore.

### Ottava stagione
Dopo essersene andato di casa Tom inizia a frequentare un'altra donna, Jane. Lynette è delusa dalla cosa, Tom cerca di far capire alla moglie che lui la ama ancora e che non vuole rinunciare al loro matrimonio, ma non vuole tornare subito con lei perché sa che rinciamperebbero ancora sugli stessi sbagli. La relazione fra Tom e Jane diventa sempre più seria e i due decidono di andare a vivere insieme, Lynette non capisce più se Tom vuole ricostruire io loro matrimonio o meno, Tom sostiene che da quando si sono lasciati lui è felice. Lynette decide di riconquistare il marito, dunque inizia a frequentare il capo di Tom così da convincerlo a dare al marito orari più duri, rovinando la relazione fra lui e Jane; Lynette decide di chiudere con lui, cosa che non prende molto bene, infatti inizia a insultare Lynette di fronte a Tom, e lui lo prende a pugni venendo licenziato. Tom e Jane si lasciano quando lei capisce che il suo compagno ama ancora la moglie. Tom va da Lynette e le dichiara la profondità del suo amore, e i due tornano insieme. Lynette ottiene un'offerta di lavoro a New York che lei rifiuta, ma in un secondo momento decide di accettarla, Tom è contrariato perché afferma che Lynette non sa mai quello che vuole e che questa parte del suo carattere ha quasi rovinato il loro matrimonio, Lynette alla fine capisce che il vuoto della sua vita che sentiva di non aver mai colmato è già riempito, ovvero da Tom, quest'ultimo decide di seguire la moglie a New York. Nel finale della serie si vedono i coniugi Scavo a New York mentre si prendono cura dei loro nipoti.